# 漷州
漷州，元朝时设置的州。
至元十三年（1276年）升漷阴县置，治所在今天津市武清区西北河西务。属大都路。至正中徙治今北京市通州区西南漷县镇。辖境相当今河北省香河、大厂两县，天津市武清区及北京市通州区西部地。元末，山东毛贵领导的起义曾败元兵于此。明朝洪武十四年（1381年），降为漷县。